# Алфано
Алфа̀но (на италиански: Alfano; на неаполитански: Arfano, Арфано) е село и община в Южна Италия, провинция Салерно, регион Кампания. Разположено е на 250 m надморска височина. Населението на общината е 1083 души (към 2010 г.).